# Yidaki
A yidaki a didzseridu hangszercsalád egy ágát képviseli, melyen az Ausztrália északi részén elterülő Arnhem-föld északkeleti részén játszanak az itt élő őslakos klánok. A yidaki az egyik legismertebb didzseridutípus, egyben az egyik legfélreismertebb is. Egy téves nézet szerint a didzseridu őslakos neve általánosan Yidaki; valójában csakis az Arnhem föld északkeleti részén használt, és kizárólag az itt készült hangszer nevezhető így, mely a didzseridu hangszercsalád egyik oldalágát képviseli. A yidaki legfontosabb ismérvei a játéktechnikáján kívül azok a fizikai sajátosságai, melyek alkalmassá teszik a gyorsabb, bonyolult, szólisztikus játékra.

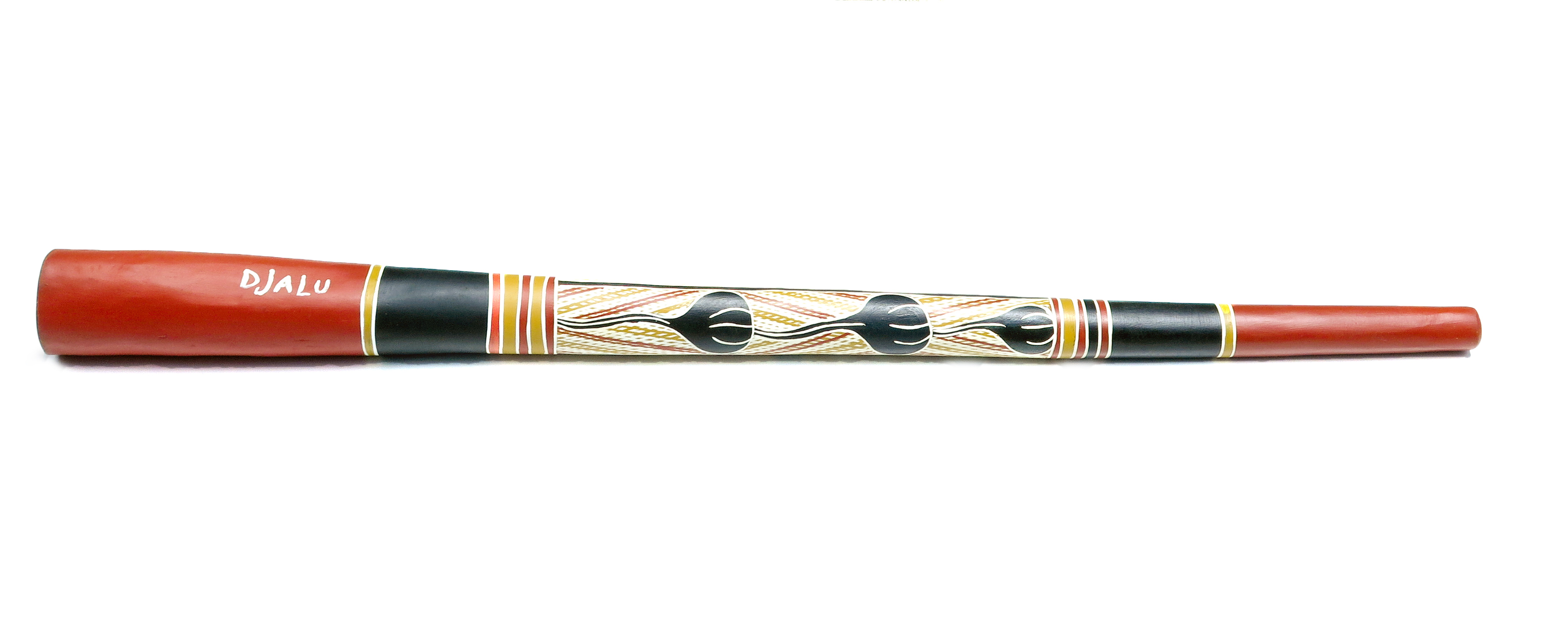
Djalu Gurruwiwi yidaki, Galpu klán. Djalu a yidaki hagyományának ma élő legnagyobb alakja. Hírnevének elterjedését Arnhem földön kívül az általa készített hangszereknek köszönheti. A képen látható didzseridu formája a legkeresettebb az általa készített hangszerek közül. Hangjának erejét hosszának, és kónikus, tölcséresedő formájának köszönheti. A hangszer testén látható csíkok a Galpu klán leggyakoribb motívuma, úgyszintén a középen látható ábrázolás, a vízililiom. Paraméterei: hangolása E/E, hossza, alsó átmérő, a szájrész 25-.

## Eredete
A yidaki szó a térségben élő őslakos népcsoport, a Yolnguk által beszélt Yolngu Matha nyelvcsaládból ered. A yolnguk zenei hagyományainak évezredek óta szerves része a didzseridu, egyesek szerint a hangszer ezen a területen keletkezett. A yolngu klánok a yidakit az őseikkel hozzák kapcsolatba, melynek köszönhetően viszonyuk a hangszerhez spirituális alapokon nyugszik. Ősi történetek sokasága beszél e didzseridu-típusról, melyek más és más történetekbe ágyazzák a hangszer eredet mítoszát. E történetek különböző spirituális  hagyományokhoz kapcsolják a yidakit, amelyen vallási szertartásokon játszanak. Sokszor az egyes ceremóniákon a didzseridu egyfajta szimbólumként van jelen, vagyis használata nem elsősorban zenei, sokkal inkább rituális. Lloyd Warner amerikai antropológus A Black Civilization című könyvében így ír egy temetési szertartáson játszott szent trombitáról: „A valódi és a mitológiai ősök nevének éneklése sokkal jelentőségteljesebb annál, mint pusztán a halottak neveinek újrahívása (vagyis kiejtése – a név magában hordozza viselőjének spirituális lényegét, így lelke pusztán a nevének kiejtésével megidézhető, megj.), úgy hiszik, az ősök lelkei magában a totem-trombitában vannak.”

## Anyaga, ismertető jegyei
A yidaki alapanyaga a térségben élő eukaliptusz fajok valamelyikének termeszek által üregesre rágott törzse. Egy jól elkészített hangszer előfeltétele a jó nyersanyag, vagyis egy, a yidaki geometriájához jól kirágott üreges facső. A yidaki főbb ismertető jegyei a kónikus, az alsó vége felé tölcséresedő forma (általában a csőhossz kétharmadától, felétől kezdve tágul), a közepestől a magasabb irányban mozgó backpressure, a falvastagság arányos kialakítása, valamint a befúvó rész játékhoz megfelelő mérete és formája.

## Játékmód
A yidaki egyik legfőbb megkülönböztető jegye a rajta alkalmazott játéktechnika, amelyre mint ’B’-típusú technikára hivatkoznak a kutatók. Ennek egyik összetevője az úgynevezett kürthang, mely az alaphang felett szólal meg; a játékos az ajkainak megfeszítésével képzi a rövid, néhol hosszan kitartott, ritmusba illesztett hangot. A játék szempontjából talán fontosabb maga a játéktechnika, vagyis ahogyan a játékos megszólaltatja a hangszer alaphangját és játssza a néhol bonyolult, összetett ritmusokat, melyek egész Arnhem földön belül itt a legdinamikusabbak. A játékos a nyelv használatával, a kürthangok játékával, valamint az egymást követő gyors, ritmushoz igazított levegővételekkel képzi a ritmusokat. Fontos megemlíteni a játék alatt folyamatosan megszólaltatott hangot, ami a didzseridu alaphangjának a tónusát adja. A ritmus további színesítésére szolgáló magasabb torokhangok általában a kísérő dal jelentéstartalmához köthetők, vagy pusztán színesítésre szolgálnak. A ritmusok kigyakorlására, memorizálására elterjedtek az úgynevezett szájhangok (mouthsound), melyek a játszott ritmikát őrzik.

## A yidaki globális helye
A yidaki az utóbbi néhány évtizedben egy ikonná vált a didzseridu játékosok körében, amely egy általános minőségi jegyet takar – a könnyen játszható, kiváló tulajdonságú hangszerek védjegye lett. Ez az általánosítás sokszor félrevezető, ugyanis a yidaki egy tradicionális hangszertípus, melyet kizárólag Északkelet Arnhem földön készítenek őslakos készítők. A yidaki hangzásbeli különbsége kimagasló a kontinens más részein készített didzseridukhoz képest. A különböző klán-motívumokkal festett hangszerek művészi értékének köszönhetően a yidaki  sokszor mint műtárgy kerül az Ausztrál őslakos művészetek iránt rajongók gyűjteményeibe.